# زالاشارسگ
زالاشارسگ (به مجاری:  Zalasárszeg) یک منطقهٔ مسکونی در مجارستان است که در زالا واقع شده‌است.